# 北海道交通安全協会
一般財団法人北海道交通安全協会（ほっかいどうこうつうあんぜんきょうかい）は、北海道内の地区交通安全協会を統括する交通安全協会。元北海道知事所管。

## 概要
北海道内の地区交通安全協会を統括する交通安全協会で、北海道内での季節単位で開催する交通安全運動をはじめ、自動車・自動二輪車の運転免許更新の伝達・更新事務、申請書や収入証紙の委託販売業務、自転車などに貼る反射シールや車輪のスポークに貼る反射材などの交通安全グッズの頒布、交通安全功労者の表彰及び国や全国法人への表彰推薦などを事業としている。
また、運転技能向上のために直営の北海道交通安全協会自動車学園を運営している。
下部組織の室蘭交通安全協会、静内地区交通安全協会、網走地区交通安全協会、美幌地区交通安全協会でも直営の自動車教習所を運営している。

## 関連組織
- 札幌方面交通安全協会
  - 札幌北交通安全協会
  - 札幌白石交通安全協会
  - 札幌厚別交通安全協会
  - 札幌西交通安全協会
  - 札幌東交通安全協会
  - 札幌南交通安全協会
  - 札幌豊平交通安全協会
  - 札幌手稲交通安全協会
  - 美唄市交通安全協会
  - 江別地区交通安全協会
  - 千歳地区交通安全協会
  - 岩見沢地区交通安全協会（一般社団法人）
  - 栗山地区交通安全協会
  - 夕張交通安全協会
  - 三笠交通安全協会
  - 砂川地区交通安全協会
  - 滝川交通安全協会
  - 赤平交通安全協会
  - 歌志内交通安全協会
  - 芦別交通安全協会
  - 小樽交通安全協会
  - 余市地区交通安全協会
  - 倶知安交通安全協会
  - 岩内地方交通安全協会連合会
  - 伊達地区交通安全協会
  - 室蘭交通安全協会
    - 室蘭総合自動車学校

  - 苫小牧地区交通安全協会
  - 門別地区交通安全協会（一般社団法人）
  - 静内地区交通安全協会（一般財団法人）
    - 静内総合自動車学校

  - 浦河地区交通安全協会
- 函館方面交通安全協会（一般社団法人）
  - 函館西交通安全協会
  - 函館中央交通安全協会
  - 森地区交通安全協会連合会
  - 八雲地区交通安全協会連合会
  - 木古内地区交通安全協会
  - 松前地区交通安全協会連合会
  - 江差地区交通安全協会連合会
  - せたな地区交通安全協会連合会
  - 寿都地区交通安全協会連合会
- 旭川方面交通安全協会（一般社団法人）
  - 旭川中央地区交通安全協会連合会
  - 旭川東地区交通安全協会連合会
  - 士別地区交通安全協会連合会
  - 名寄交通安全協会（一般社団法人）
  - 美深地区交通安全協会連合会
  - 枝幸地区交通安全協会連合会
  - 稚内地区交通安全協会
  - 富良野地方交通安全協会
  - 深川地区交通安全協会連合会
  - 沼田地区交通安全協会連合会
  - 留萌地区交通安全協会連合会
  - 羽幌地区交通安全協会連合会
  - 天塩地区交通安全協会連合会
- 釧路方面交通安全協会
  - 釧路交通安全協会
  - 厚岸地区交通安全協会
  - 弟子屈地区交通安全協会
  - 中標津地方交通安全協会連合会
  - 池田地区交通安全協会
  - 本別地区交通安全協会
  - 帯広地方交通安全協会（一般財団法人）
  - 新得地区交通安全協会
  - 広尾交通安全協会
- 北見方面交通安全協会（一般財団法人）
  - 北見市交通安全協会
  - 遠軽地区交通安全協会
  - 網走地区交通安全協会（一般社団法人）
    - 網走自動車学校

  - 美幌地区交通安全協会（一般社団法人）
    - 美幌自動車学校

  - 斜里地区交通安全協会
  - 紋別地区交通安全協会
  - 興部地区交通安全協会